# Tsouknída
Tsouknída är en ort i Grekland.   Den ligger i prefekturen Nomós Prevézis och regionen Epirus, i den västra delen av landet, 300 km väster om huvudstaden Aten. Tsouknída ligger 28 meter över havet och antalet invånare är 208.
Terrängen runt Tsouknída är kuperad åt nordost, men åt sydväst är den platt. Havet är nära Tsouknída åt sydväst. Runt Tsouknída är det ganska glesbefolkat, med 30 invånare per kvadratkilometer. Närmaste större samhälle är Kanaláki, 6,0 km öster om Tsouknída. 